# Horatius Murray

General Sir Horatius Murray

Sir Horatius „Nap“ Murray, GCB, KBE, DSO (* 18. April 1903 in Winchester, Hampshire; † 2. Juli 1989 in Kensington, Royal Borough of Kensington and Chelsea) war ein britischer Offizier der British Army, der zuletzt als General zwischen 1958 und 1961 Oberkommandierender der Alliierten Streitkräfte der NATO in Nordeuropa (Commander-in-Chief, Allied Forces Northern Europe) war.

## Leben

### Offiziersausbildung, Offizier und Zweiter Weltkrieg
Horatius „Nap“ Murray, Sohn von Charles Murray, begann nach dem Besuch der Peter Symonds College in Winchester eine Offiziersausbildung an der Royal Military Academy Sandhurst (RMAS) und wurde nach deren Abschluss am 31. August 1923 als Leutnant (Second Lieutenant) in das Schützenregiment Cameronians (Scottish Rifles) übernommen. In den folgenden Jahren fand er zahlreiche Verwendungen als Offizier und wurde am 1. September 1925 zum Oberleutnant (Lieutenant) befördert. Nach seiner Beförderung zum Hauptmann (Captain) am 19. Juli 1935 wechselte er zum Linieninfanterieregiment Queen’s Own Cameron Highlanders. Nachdem er von Januar 1936 bis Januar 1938 das Staff College Camberley absolviert hatte, wurde er als Stabsoffizier ins Kriegsministerium (War Office) versetzt.

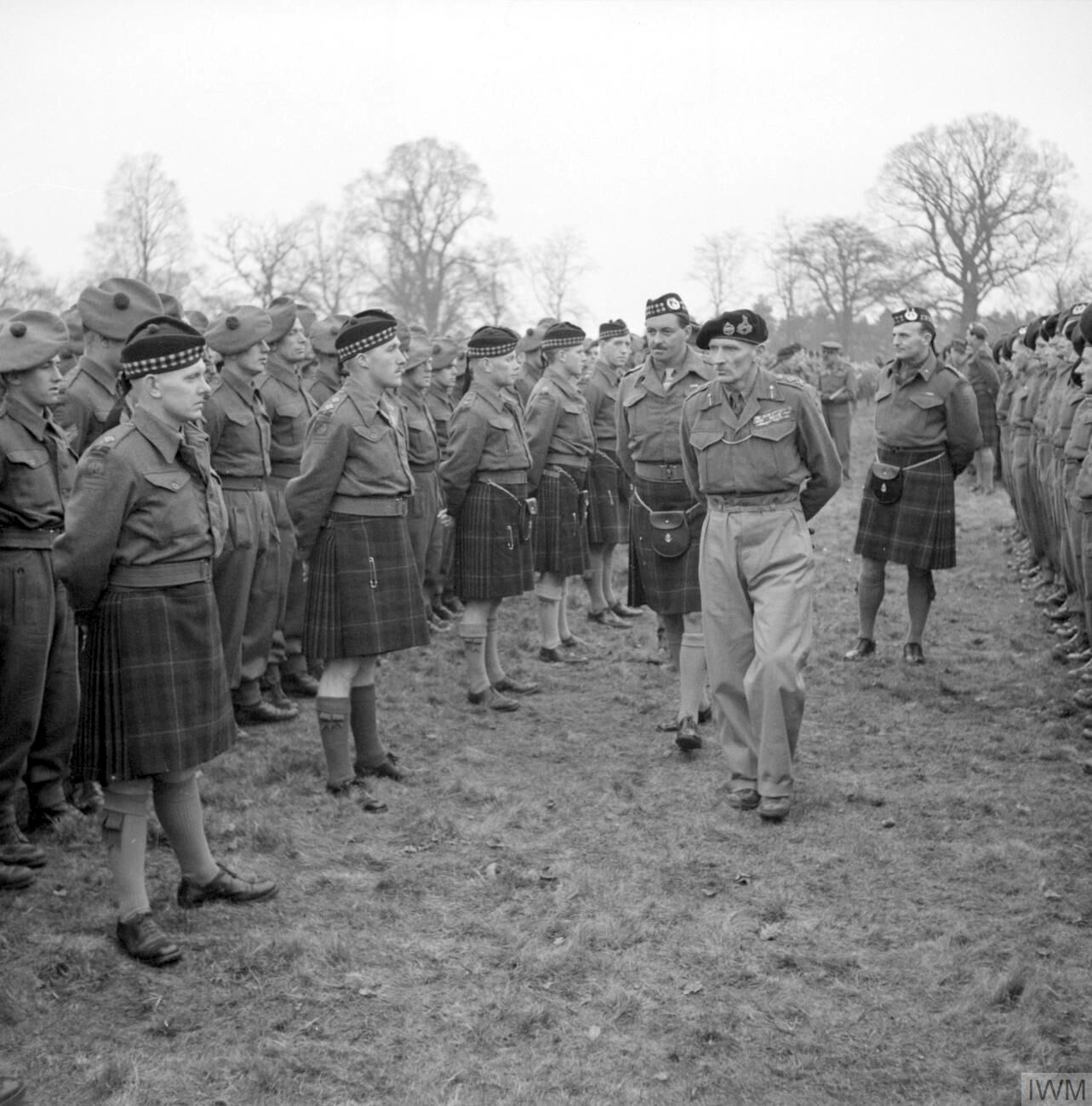
Feldmarschall Bernard Montgomery (Mitte) mit Horatius Murray (rechts hinter Montgomery) bei einer Inspektion der 5/7th Gordon Highlanders (1944).

Während des Zweiten Weltkrieges wurde Murray am 30. August 1940 zum Major befördert und übernahm 1941 den Posten als Kommandeur des 1. Bataillons des Linieninfanterieregiments Gordon Highlanders, mit dem er an der Zweiten Schlacht von El Alamein (23. Oktober bis 4. November 1942) teilnahm. Nach seiner Genesung von schweren Verwendungen war er im April 1943 kurzzeitig Generalstabsoffizier im Stab der 51st (Highland) Division sowie im Anschluss zwischen dem 24. Mai 1943 und dem 12. August 1944 Kommandeur der in Sizilien, Italien und zuletzt in Nordwesteuropa eingesetzten 153. Brigade (153rd Brigade). Für seine Verdienst in dieser Zeit wurde ihm am 4. November 1943 der Distinguished Service Order (DSO) verliehen.
Im weiteren Kriegsverlauf wurde Murray, bislang im kriegsdienstbezogenen Dienstgrad eines Oberstleutnant (War Substantive Lieutenant-Colonel) und im vorübergehenden Rang eines Brigadegenerals (Temporary Brigadier), am 21. August 1944 der kommissarische Rang eines Generalmajors (Acting Major-General) verliehen, woraufhin er als Nachfolger von Generalmajor Gerald Templer zwischen dem 21. August 1944 und der Auflösung der Division im Dezember 1945 Kommandeur der in Italien sowie später in Österreich eingesetzten 6. Panzerdivision (6th Armoured Division) war. Für seine weiteren Verdienste zum Ende des Zweiten Weltkrieges wurde er am 5. Juli 1945 zum Companion des Order of the Bath (CB) ernannt, für seinen Einsatz in Italien am 19. Juli 1945 im Kriegsbericht erwähnt Mentioned in despatches. sowie des Weiteren am 2. August 1945 auch Commander des US-amerikanischen Legion of Merit. Am 18. August 1945 wurde Murray, der bis dahin den kommissarischen Rang eines Generalmajors, vorübergehenden Rang eines Brigadegenerals und den kriegsdienstbezogenen Dienstgrad eines Oberstleutnant innehatte, der vorübergehende Rang eines Generalmajors (Temporary Major-General) sowie der kriegsdienstbezogene Dienstgrad eines Obersts (War Substantive Colonel) verliehen.

### Nachkriegszeit und Einsatz in Südkorea
Am 9. Januar 1946 übernahm Horatius Murray im Kriegsministerium (War Office) den Posten als Leiter des Referats Personalangelegenheiten und hatte diesen bis September 1947 inne. In dieser Verwendung wurde er am 24. Dezember 1946 zum Oberst (Colonel) befördert, wobei diese Beförderung rückwirkend zum 18. August 1945 erfolgte. Im Dezember 1947 löste er Generalmajor Richard Gale als Kommandeur der 1. Infanteriedivision (1st Infantry Division) ab und hatte diesen Dienstposten bis zum 17. Dezember 1950 inne, woraufhin Generalmajor Francis Matthews ihn ablöste. In dieser Zeit wurde er am 30. Januar 1948 rückwirkend zum 23. Oktober 1946 zum Generalmajor (Major-General) befördert. Darüber hinaus wurde er am 7. Januar 1949 in Anerkennung tapferer und herausragender Dienste im Mandatsgebiet Palästina in der Zeit vom 27. März 1947 bis zum 26. September 1947 abermals im Kriegsbericht erwähnt.
Am 15. März 1951 übernahm Generalmajor Murray von Generalmajor Lashmer Whistler die Posten als Kommandeur des Militärdistrikts Northumbria (District Officer Commanding Northumbrian District) und zugleich als Kommandeur der zum Territorialheer gehörenden 50. Infanteriedivision (50th (Northumbrian) Division). Diese Funktionen bekleidete er jeweils bis zum 31. August 1953 und wurde daraufhin von Generalmajor Cyril Colquhoun abgelöst. Nach dem Ende des Koreakrieges am 27. Juli 1953 war er als Nachfolger von Generalmajor Michael West vom 12. Oktober 1953 bis zum 15. November 1954 Kommandeur der in Südkorea stationierten 1st Commonwealth Division.

### Aufstieg zum General

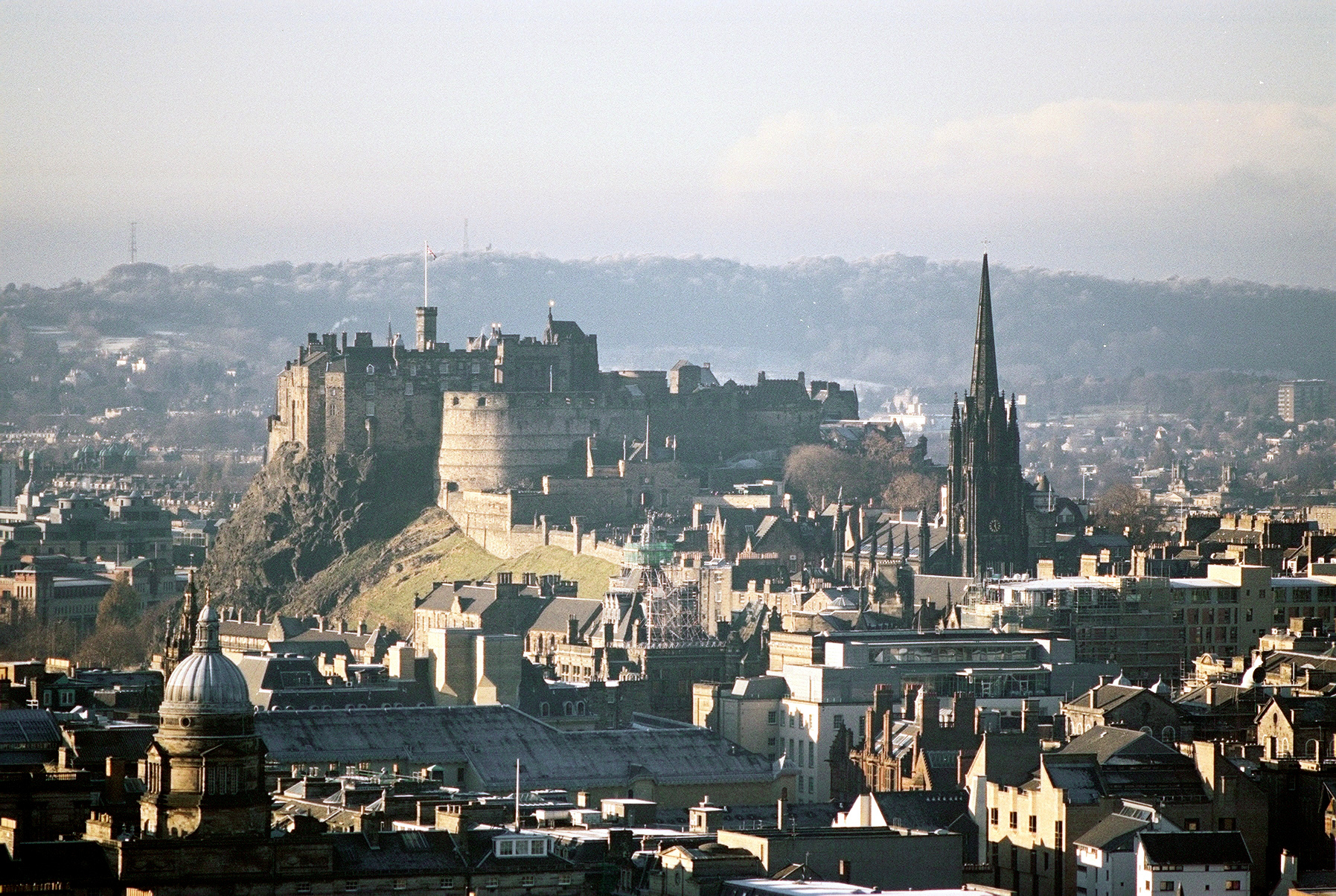
Während seiner Dienstzeit als Kommandierender General des Schottland-Kommandos war Generalleutnant Sir Horatius Murray zwischen 1955 und 1958 auch Gouverneur von Edinburgh Castle.

Nach seiner Ernennung zum kommissarischen Generalleutnant (Acting Lieutenant-General) am 26. Februar 1955 wurde Horatius Murray Nachfolger von Generalleutnant Sir Colin Muir Barber als Kommandierender General des Schottland-Kommandos (General Officer Commanding in Chief Scottish Command) und hatte dieses bis zu seiner Ablösung durch Generalleutnant George Collingwood im Mai 1958 inne. Zugleich wurde er von Königin Elisabeth II. mit Wirkung vom 28. Februar 1955 zum Gouverneur von Edinburgh Castle ernannt und hatte dieses Ehrenamt ebenfalls bis Mai 1958 inne. Als Kommandierender General des Schottland-Kommandos erfolgte am 28. März 1955 auch seine Beförderung zum Generalleutnant (Lieutenant-General) sowie im Rahmen der sogenannten „New Year Honours“ am 2. Januar 1956 der Ritterschlag zum Knight Commander des militärischen Zweiges des Order of the British Empire (KBE (Mil)), woraufhin er fortan den Namenszusatz „Sir“ trug. Des Weiteren wurde er am 25. März 1958 als Nachfolger von Generalmajor Douglas Graham zum Oberstkommandant (Colonel Commandant)des Schützenregiments The Cameronians (Scottish Rifles) und hatte dieses Ehrenamt bis zu seiner Ablösung durch Generalleutnant Sir George Collingwood am 31. März 1964 inne.
Zuletzt wurde Sir Horatius Murray am 1. Juli 1958 Nachfolger von General Sir Cecil Sugden als Oberkommandierender der Alliierten Streitkräfte der NATO in Nordeuropa (Commander-in-Chief, Allied Forces Northern Europe) und verblieb auf diesem Posten bis zum 5. Juli 1961, woraufhin General Sir Harold Pyman ihn ablöste. In dieser Verwendung erfolgte am 10. November 1959 auch seine Beförderung zum General. Am 2. September 1961 schied er aus dem aktiven Militärdienst aus und trat in den Ruhestand. Für seine langjährigen Verdienste wurde ihm im Rahmen der „New Years Honours“ am 1. Januar 1962 auch zum Knight Grand Cross des militärischen Zweiges des Order of the Bath (GCB (Mil)) erhoben. Mit Erreichen der Altersgrenze von 62 Jahren für die Einberufungspflicht schied er am 18. April 1965 aus dem Korps der Reserveoffiziere aus. Murray war seit 1953 mit der Künstlerin Beatrice Murray verheiratet, die 1983 verstarb.

## Hintergrundliteratur
- Nick Smart: Biographical Dictionary of British Generals of the Second World War, Barnesley: Pen & Sword, 2005, ISBN 1-84415-049-6.
- Richard Mead: Churchill’s Lions. A biographical guide to the key British generals of World War II, Stroud: Spellmount, 2007, ISBN 978-1-86227-431-0.
- John Donovan (Herausgeber): „A very fine commander“. The memoirs of General Sir Horatius Murray GCB, KBE, DSO, Barnsley: Pen & Sword Military, 2010, ISBN 978-1-84884-337-0